# Gostiuchino (przystanek kolejowy)
Gostiuchino (ros. Гостюхино) – przystanek kolejowy w miejscowości Gostiuchino, w rejonie kowrowskim, w obwodzie włodzimierskim, w Rosji. Położony jest na nowym szlaku Kolei Transsyberyjskiej.

## Historia
Dawniej stacja kolejowa, powstała w czasach carskich na linii Moskwa – Niżny Nowogród, pomiędzy stacjami Kowrow II i Kriestnikowo.